# Disney Interactive Media Group
Le Disney Interactive Media Group est une société, filiale de la Walt Disney Company, créée le 5 juin 2008 de la fusion de Disney Interactive Studios et du Walt Disney Internet Group. La société supervise les différents sites internet et productions sur les médias interactifs de la Walt Disney Company et ses filiales. En juin 2015, Disney annonce le regroupement de ses divisions Disney Consumer Products et Disney Interactive pour le début de l'année fiscale 2016 sous le nom Disney Consumer Products and Interactive Media.

## Historique
Le 5 juin 2008, les Disney Interactive Studios, dépendant de la division Walt Disney Studios Entertainment (création de contenu de Disney) et de Disney Consumer Products (vente de jeux), et le Walt Disney Internet Group, dépendant de la division Disney Media Networks (fourniture de continu par les réseaux) fusionnent sous la même bannière, nommée Disney Interactive Media Group.
Le 16 décembre 2008, Disney Interactive Media Group lance avec Viwawa, un site Disney, nommé Disney Avatar Creation Engine pour Singapour, la Malaisie et l'Indonésie
Le 1er juillet 2010, Disney achète la société Tapulous, un studio de création d'application pour iPhone ayant édité Tap Tap Revenge, un clone de Rock Band, et l'intègre aux Disney Interactive Studios. Le 27 juillet 2010, Disney officialise l'achat de Playdom, un ensemble de studios de jeux communautaires pour la somme 563,2 millions d'USD ainsi que la nomination de John Pleasants comme Executive Vice President du Disney Interactive Media Group.
Le 24 septembre 2010, Steve Wadsworth annonce son départ de la présidence du groupe.
Le 3 octobre 2010, Disney annonce la nomination de deux coprésidents pour DIMGP : John Pleasants (en), ancien d'EA arrivé avec l'acquisition de Playdom à la tête de la division Jeux et Jimmy Pitaro à la tête de la division contenu, web et publicité.
Le 2 février 2011, à la suite de l'ouverture d'une nouvelle version d'Android Market, Disney annonce le portage d'applications sous Android dont Tap Tap Revenge. Le 23 février 2011, Disney achète le site de réseautage social Togetherville consacré aux enfants de moins de 10 ans. Le 3 mars 2011, Disney achète le développeur finlandais Rocket Pack pour une somme située entre 10 et 20 millions d'USD, éditeur du logiciel de conception vidéo Rocket Engine basé sur le HTML5 et permettant de s'affranchir d'Adobe Flash et du Java, ainsi que du jeu Warimals utilisant cette technologie. Le 14 mars 2011, Disney annonce la suppression de 80 postes à la suite du rachat l'été 2010 de Playdom. Le 17 mars 2011, Jimmy Pitaro, responsable du contenu pour Disney Interactive Media Group nomme Mark Walker, ancien de Yahoo!, responsable du développement des sites Disney Online.
Le 1er juin 2011, la presse annonce que Disney prévoit de construire un centre de données sur un terrain de 26 acres (0,105 km2) à Kings Mountain en Caroline du Nord au travers de sa filiale Disney Worldwide Services,,. Le 21 juillet 2011, Disney engage Bill Roper, un des créateurs de Blizzard Entertainment pour gérer les jeux liés à Marvel Entertainment,. Le 21 septembre 2011, le site Roku annonce signé un accord avec Disney pour diffuser des vidéos courtes en streaming.
En juin 2012, Disney achète l'éditeur SpotMixer qui publie l'application Vlix et le site One True Media
Le 7 septembre 2012, Disney UTV Digital s'associe à Gameloft pour distribuer des jeux sur plateformes mobiles en Inde.
Le 4 février 2013, Disney et Vevo s'associent pour proposer des vidéos et de la musique. Le 18 juillet 2013, un an après son rachat par Disney, SpotMixer ferme le service et l'application Vlix. Le 8 octobre 2013, Disney et Vevo annoncent un partenariat qui permet d'offrir une sélection de 50 000 vidéo musicales du catalogue de Vevo sur le site Disney.com et du contenu musical comme Radio Disney et des actualités sur les plateformes de Vevo. Le 11 novembre 2013, Disney Interactive Media Group annonce le départ de son co-président John Pleasants et la consolidation sous une même entité des divisions jeux vidéo et contenu sous la direction de Jimmy Pitaro. Le 4 décembre 2013, Disney et BesTV, filiale du Shanghai Media Group, annoncent une co-entreprise pour diffuser des contenus digitaux familiaux en Chine.
Le 3 février 2014, Disney Interactive Media Group annonce la suppression de plusieurs centaines d'emplois principalement chez Playdom. Le 6 mars 2014, l'annonce de suppression d'emplois est précisée et concerne 700 postes soit 26 % des effectifs principalement dans les jeux sociaux et sur téléphones mobiles le développement se fera désormais au travers de franchise. Le 18 avril 2014, Disney Interactive annonce que trois jeux de Playdom seront désormais gérés par RockYou, Gardens of Time, Words of Wonder et City Girl. Le 13 juin 2014, Disney annonce avoir vendu pour 1 milliard d'USD de jeux et accessoires Disney Infinity en 10 mois. Le 1er juillet 2014, Disney annonce l'adaptation anglophone du jeu japonais Tsum Tsum développé pour Disney Japan ainsi que la sortie des jouets associés dans les Disney Store,. Le 30 juillet 2014, Disney Interactive et Nintendo confirment la sortie en Europe le 24 octobre du jeu Disney Magical World. Le 14 novembre 2014, Disney annonce de nouveaux produits numériques dont l'application éducative Imagicademy, une refonte du site ESPN.com, une version iPhone de Disney Infinity et son catalogue de film sur le service VOD Vudu de Walmart. Le 19 décembre 2014, Disney augmente la surface qu'elle loue au sein du Fourth and Madison Building à Seattle passant de 5 à 7 étages (sur 40) et totalisant 170 000 pieds carrés (15 794 m2).
Le 29 juin 2015, Disney annonce le regroupement de ses divisions Disney Consumer Products et Disney Interactive pour le début de l'année fiscale 2016,,.
Le 30 juin 2016, Disney annonce le lancement de l'application Disney LOL, proposant un réseau social et du contenu adapté à un public jeune avec des vidéos, des images et des animations. Le 30 juillet 2016, Disney Interactive annonce avoir été victime d'une attaque sur les forums de Playdom entre le 9 et 12 juillet ayant conduit à la diffusion des informations de comptes des 390 000 utilisateurs et en conséquence ferme le site,. Le 4 août 2016, Disney lance Disney Mix une application de messagerie instantanée pour la famille et les enfants.
Le 1er septembre 2016, Disney annonce la fermeture des derniers jeux Playdom, Marvel: Avengers Alliance et sa suite, à la fin du même mois, signalant la fermeture du studio,,. Le 14 septembre 2016, Disney ferme le studio de jeux vidéo basé à Bellevue comptant 61 employés et nommé Disney Social Games. Le 20 décembre 2016, Disney annonce la fusion de Maker Studios avec le service Content & Media de la division Disney Consumer Products and Interactive Media tout en conservant ses bureaux à Culver City,,,.
Le 24 janvier 2017, Warner Bros. Interactive Entertainment annonce avoir acheté le studio Avalanche Software à Disney dont le moteur Octane pour produire un jeu associé au film Cars 3. Le 31 janvier 2017, Disney annonce que la fermeture du jeu Club Penguin pour le 29 mars 2017 et le lancement d'un nouveau jeu nommé L'Île de Club Penguin,,,.
2 mai 2017, Disney présente son nouveau réseau numérique Disney Digital Network regroupant ses productions de contenus Disney, Marvel, Star Wars avec Maker Studios,,.
Le 9 août 2017, un recours collectif est lancée contre Disney pour violation de la COPPA à cause de 42 applications qui transmettre des informations sur les joueurs, principalement des enfants sans l'accord de leurs parents,. Le 26 novembre 2017, une pétition demande à Disney de stopper son contrat pluriannuel d'exclusivité avec Electronic Arts en raison des loot boxes de Star Wars: Battlefront II.
Le 16 janvier 2018, Kyle Laughlin, président de la récente division Games & Interactive Experiences du Disney Consumer Products et Interactive Media Group, annonce une nouvelle stratégie pour les jeux mobiles basée sur quatre partenariats avec Gameloft, Glu, Ludia et PerBlue,,. Le 2 avril 2018, Disney et Pixar annoncent le jeu Disney Heroes: Battle Mode développé par PerBlue et disponible sur Android. Le 17 mai 2018, le jeu Disney Heroes: Battle Mode édité par PerBlue est disponible. Le 28 septembre 2018, Disney annonce la fermeture définitive L'Île de Club Penguin, suite de Club Penguin pour la fin de l'année 2018, avec le licenciement des employés du siège à Kelowna,,. Le 15 novembre 2018, Disney signe un accord de licence avec le studio Jam City pour développer des jeux mobiles,
Le 5 mars 2019, Glu Mobile annonce le jeu vidéo Disney Sorcerer’s Arena, un jeu vidéo de rôle produit pour Disney Interactive.

## Filiales
- Walt Disney Internet Group
  - Starwave
  - Infoseek
  - Disney Online
    - Disney Family
    - Walt Disney Parks and Resorts Online
    - iParenting Media

  - Disney Online Studios
    - New Horizon Interactive
    - Tapulous
    - Rocket Pack

- Disney Interactive Studios
  - Avalanche Software (vendu en 2017) 
    - Fall Line Studios

  - Black Rock Studio
  - Gamestar
  - Junction Point Studios
  - Minds Eye Productions
  - Propaganda Games
  - Wideload Games

- Disney Mobile
  - Disney Mobile Studios

- Togetherville

- Playdom
  - Acclaim Games
  - Green Patch
  - Hive7
  - Metaplace
  - Merscom
  - Offbeat Creation
  - Three Melons
  - Trippert Labs

- Disney UTV Digital (ex-UTV Interactive)
  - UTV True Games (80 %)
  - UTV Ignition Entertainment (70 %)
  - UTV Indiagames (60 % UTV, 40 % Disney)

- LucasArts

## Sites et produits
Sites
- Disney.com
- ESPN.com
- Family.com
- FamilyFun.com
- Wondertime.com
- ABC.com
- DGamer

Principaux mondes virtuels
- Virtual Magic Kingdom
- Disney's Toontown Online
- Pirates Online
- Club Penguin
- Pixie Hollow

## Données économiques

### Résultats financiers
| Année     | Chiffre d'affaires                                                                                           | Résultats net                                                                                                |
| --------- | --- | --- |
| 1997      | 174 | -56 |
| 1998      | 260 | -94 |
| 1999      | 206 | -93 |
| 2000      | 368 | -402 |
| 2001 2007 | résultats répartis dans Walt Disney Studios Entertainment, Disney Media Networks et Disney Consumer Products | résultats répartis dans Walt Disney Studios Entertainment, Disney Media Networks et Disney Consumer Products |
| 2008      | 719 | -258 |
| 2009      | 712 | -295 |
| 2010      | 761 | -234 |
| 2011      | 982 | -308 |
| 2012      | 845 | -216 |
| 2013      | 1 064 | -87 |
| 2014      | 1 299 | 116 |
| 2015      | 1 174 | 132 |
| 2016      | résultats regroupés avec Disney Consumer Products                                                            | résultats regroupés avec Disney Consumer Products                                                            |